# Untermiebach (Overath)
Untermiebach ist ein Ortsteil von Vilkerath in der Stadt Overath im Rheinisch-Bergischen Kreis in Nordrhein-Westfalen, Deutschland.

## Lage und Beschreibung
Untermiebach ist ein landwirtschaftlich geprägter Ortsteil an der Bundesautobahn 4, oberhalb des weitgehend naturgeschützten Aggertals, erreichbar am besten von der Kreisstraße 37. Er wird vom Miebach durchflossen, der drei Quellen entspringt und in die Agger mündet. Nächste Ortslagen sind Obermiebach, Bochmühle und das Schlingenbachtal. Naturräumlich betrachtet gehört die Gegend zum schützenswerten Marialinder Riedelland, das wiederum zu den Agger-Sülz-Hochflächen gehört. In den Feuchtgebieten können seltene Tiere und Pflanzen gedeihen.

## Geschichte
Miebach wurde erstmals im 13. Jahrhundert als Meitbech urkundlich erwähnt.
Die Topographia Ducatus Montani des Erich Philipp Ploennies, Blatt Amt Steinbach, belegt, dass der Wohnplatz bereits 1715 vier Hofstellen besaß, die als Miebach beschriftet sind. Carl Friedrich von Wiebeking benennt die Hofschaft auf seiner Charte des Herzogthums Berg 1789 als Miebach. Aus ihr geht hervor, dass der Ort zu dieser Zeit Titularort der Honschaft Miebach im Kirchspiel Overath war.
Der Ort ist auf der Topographischen Aufnahme der Rheinlande von 1825 als Untermiebach verzeichnet. Die Preußische Uraufnahme von 1845 zeigt den Wohnplatz unter dem Namen Unter Miebach. Ab der Preußischen Neuaufnahme von 1892 ist der Ort auf Messtischblättern regelmäßig als Unt. Miebach oder Untermiebach verzeichnet.
1822 lebten 43 Menschen im als Hof kategorisierten und als Unter-Mibach bezeichneten Ort, der nach dem Zusammenbruch der napoleonischen Administration und deren Ablösung zur Bürgermeisterei Overath im Kreis Mülheim am Rhein gehörte. Für das Jahr 1830 werden für Ober- und Untermibach 126 Einwohner angegeben. Der 1845 laut der Uebersicht des Regierungs-Bezirks Cöln als Hof kategorisierte und als Unter Mibach bezeichnete Ort besaß zu dieser Zeit acht Wohngebäude mit 49 Einwohnern, alle katholischen Bekenntnisses. Die Gemeinde- und Gutbezirksstatistik der Rheinprovinz führt Untermiebach 1871 mit zehn Wohnhäusern und 37 Einwohnern auf. Im Gemeindelexikon für die Provinz Rheinland von 1888 werden für Unter Miebach neun Wohnhäuser mit 33 Einwohnern angegeben. 1895 besitzt der Ort sieben Wohnhäuser mit 39 Einwohnern, 1905 werden sieben Wohnhäuser und 37 Einwohner angegeben.

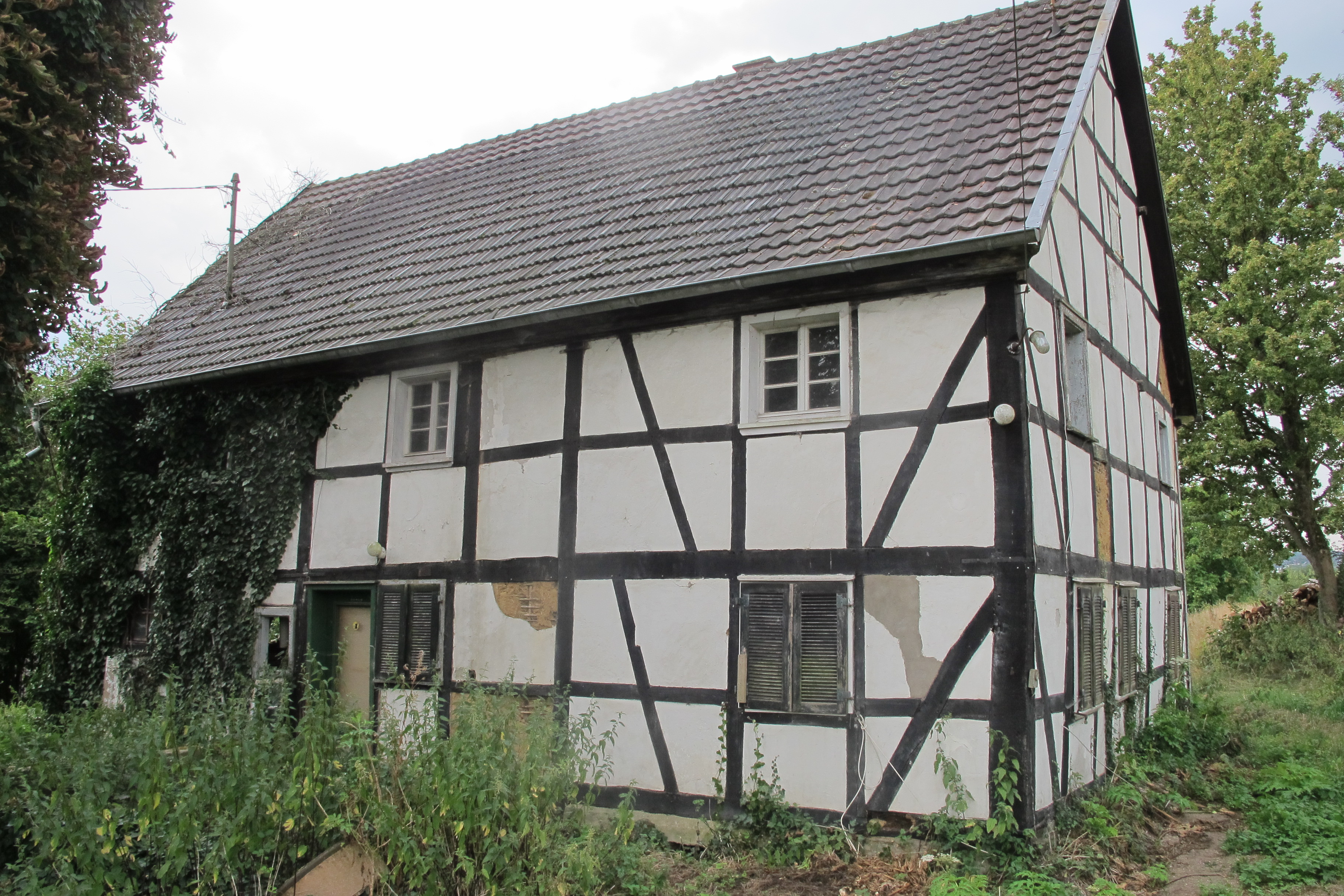
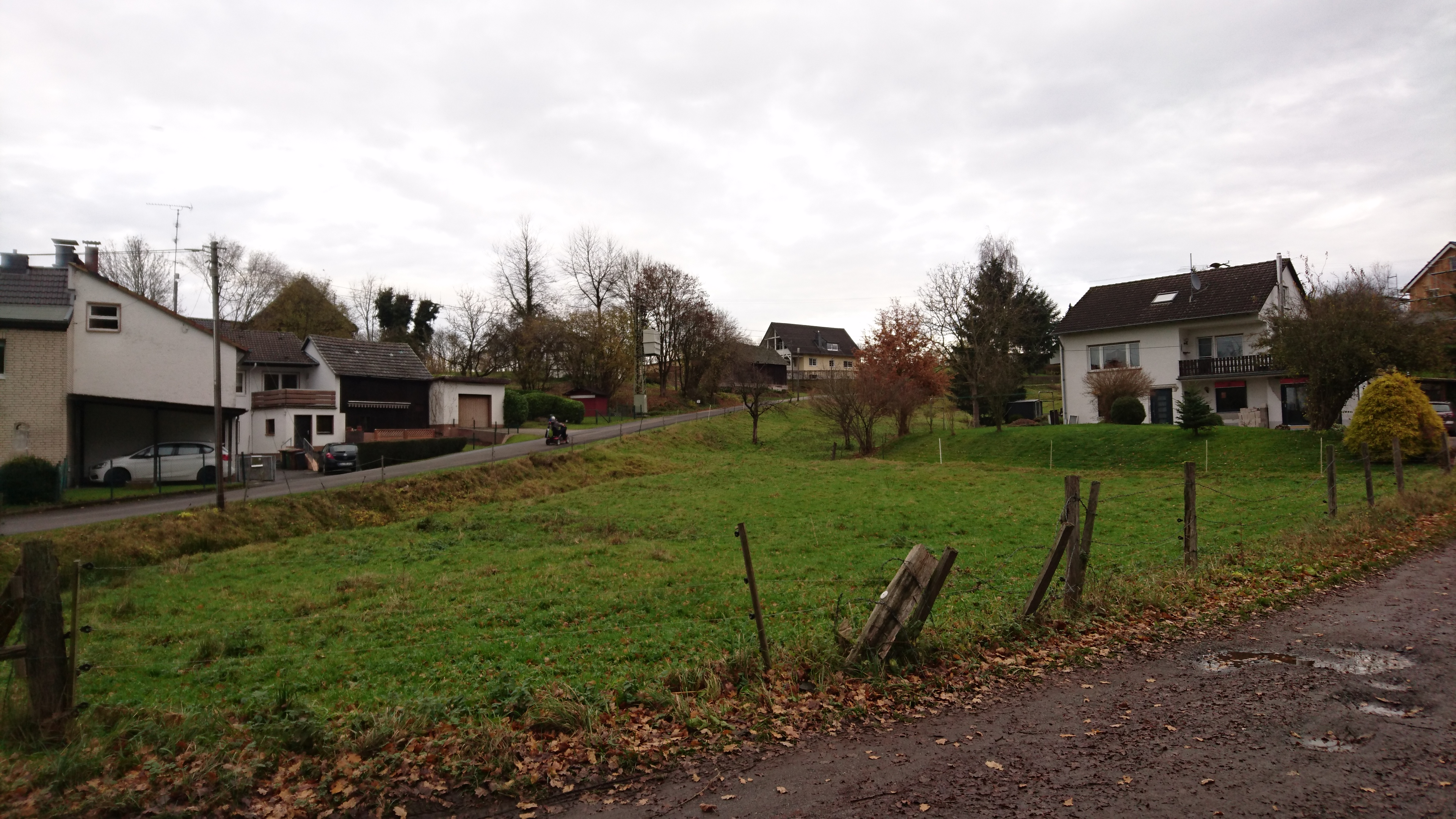
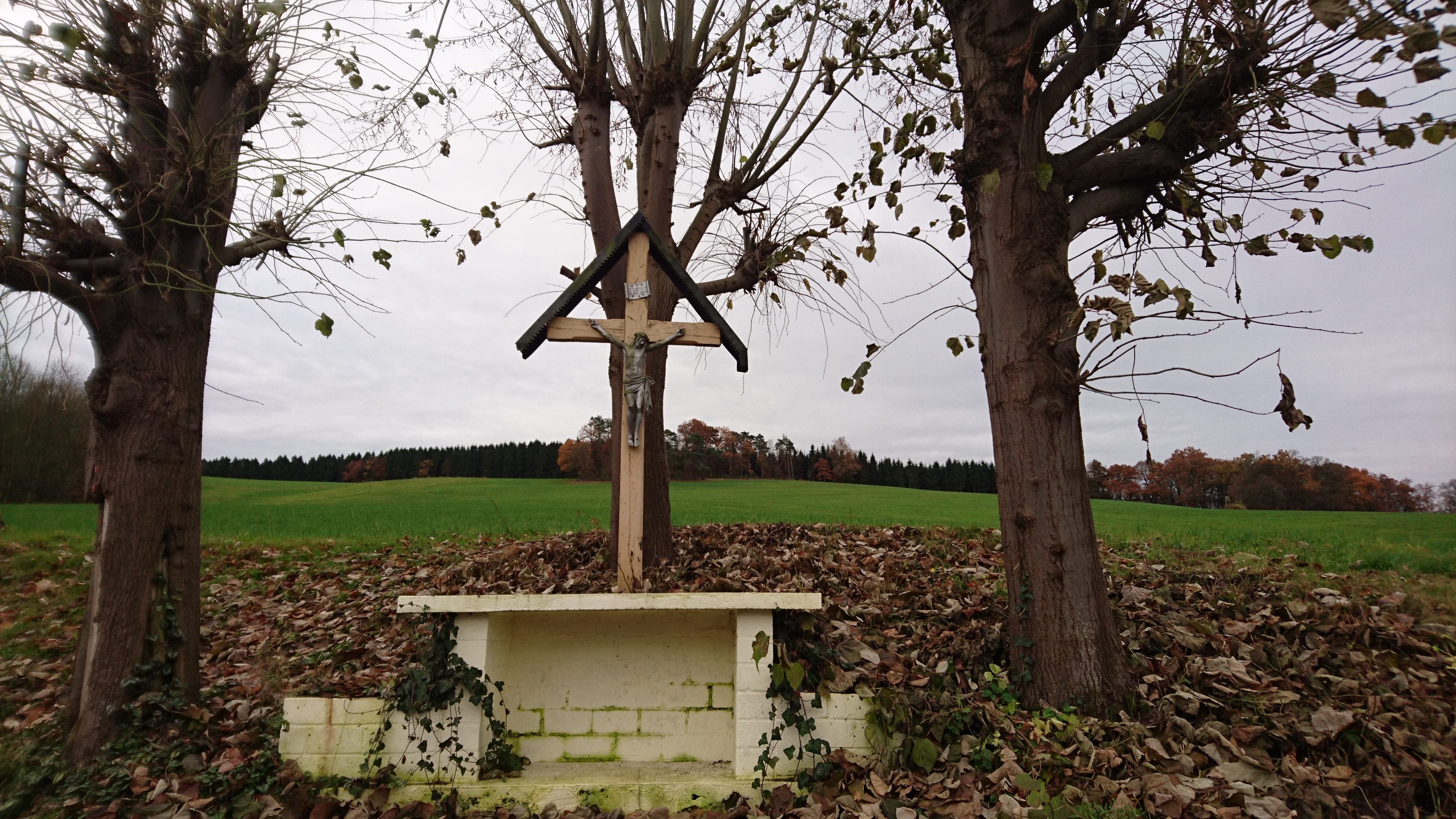
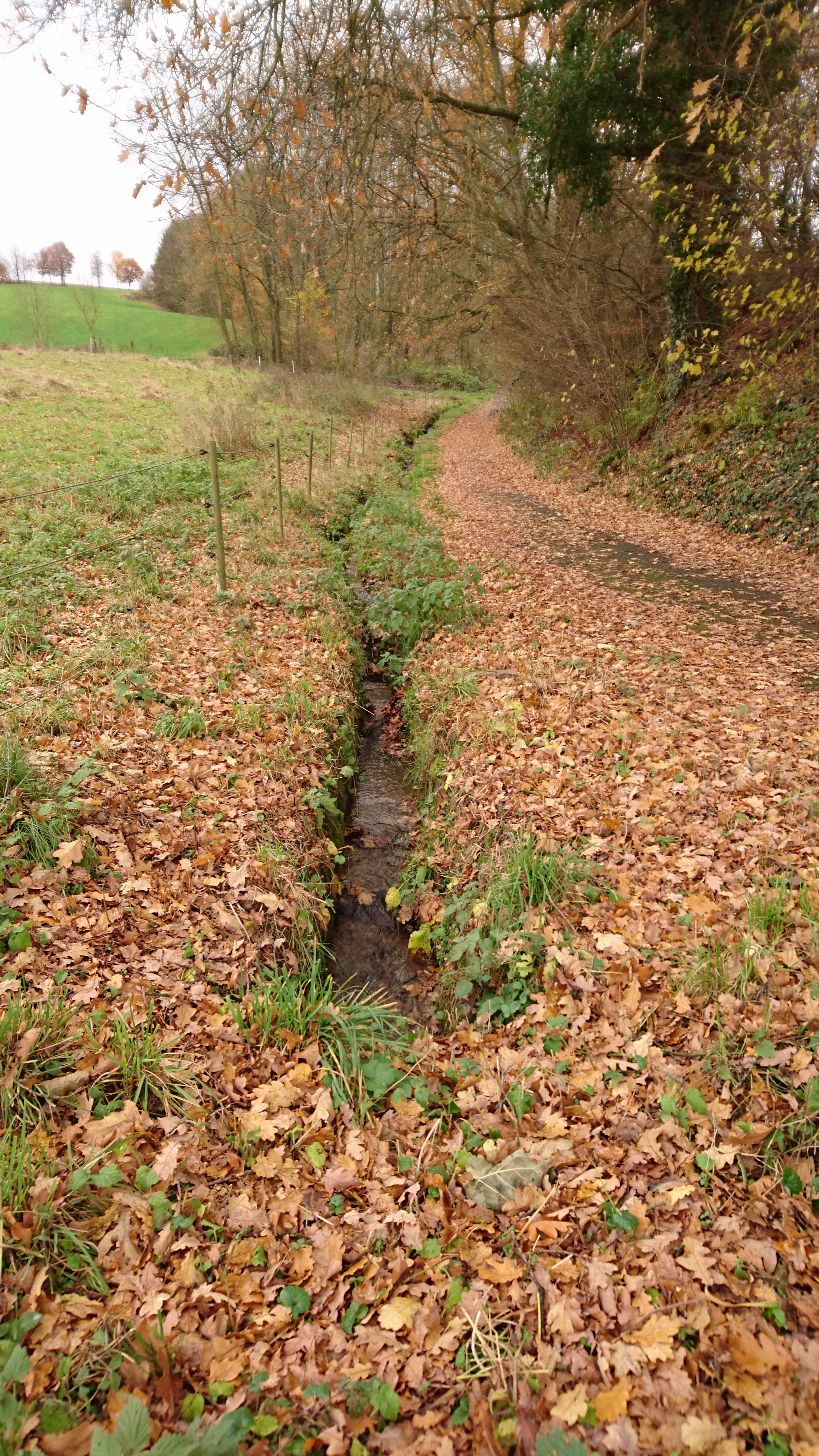